# Quaternium-15
Quaternium-15 is een organische verbinding, meer bepaald een quaternair ammoniumzout, die toegepast wordt als oppervlakte-actieve stof en conserveermiddel in veel cosmetische en industriële producten. Als bron van formaldehyde beschikt de stof over anti-microbiële eigenschappen. De keerzijde daarvan is dat de stof ook een bron kan zijn contacteczeem als symptoom van een allergie, vooral bij personen met een gevoelige huid.
In de ingrediëntenlijst wordt de stof onder verschillende namen vermeld, vooral de merknamen van de Dow Chemical Company worden daarin gebruikt: Dowicil 200 (alleen het Z-isomeer), Dowicil 75 en Dowicil 100 (beiden zijn een mix van zowel het Z- als het E-isomeer).

## Synthese
Quaternium-15 kan bereid worden door hexamine te laten reageren met 1,3-dichloorpropeen. Hierbij ontstaat een mengsel van E- en Z-isomeren.

## Toepassingen
Het zuivere Z-isomeer wordt vooral in cosmetische producten toegepast. In de EU is een maximale concentratie van 0,2% toegestaan. Voor het isomerenmengsel bestaat een breder scala van toepassingen: emulsievormende vloeistoffen voor het snijden van metalen, latex en andere emulsieverven, vloeibare vloerpolish en lijmen.

## Toxicologie en veiligheid

### Allergische reacties
Quaternium-15 is een allergeen en kan bij daarvoor gevoelige personen aanleiding geven tot contacteczeem. Veel mensen die allergisch zijn voor quaternium-15 zijn dat ook voor formaldehyde. Bij lage pH-waarden werkt quarternium-15 als bron van formaldehyde via de zuur-gekatalyseerde hydrolyse in de Delépine-reactie.
Allergische gevoeligheid voor quaternium-15 kan vastgesteld worden met een plakproef. Voor contact dermatitis van de handen is het de voornaamste enkelvoudige oorzaak (16,5% in 959 gevallen).  In 2005–2006, was het vierde in de rij meest voorkomende allergenen (10,3%).

### Kanker
De in consument-cosmetica voorkomende hoeveelheid quaternium-15, vanwege de anti-microbiële werking, is heel klein.  De American Cancer Society heeft verklaard dat, hoewel  uit quaternium-15 formaldehyde vrij kan komen, en dat is onder laboratoriumomstandigheden bij proefdieren in relatief hoge doses carcinogeen, deze hoeveelheden zo klein zijn dat het vermijden van cosmetica met  quaternium-15 weinig gezondheidsbevoorderend effect zal hebben.  Ondanks deze geruststelling heeft Johnson & Johnson aangekondigd het gebruik van quaternium-15 rond 2015, op aandrang van consumenten, te beëindigen.